# Josep Maria Roviralta
Josep Maria Roviralta i Alemany (Barcelona, 1880-Biarritz, 16 de febrero de 1960) fue un poeta, pintor, ilustrador, crítico de arte e ingeniero industrial español, englobado en el modernismo catalán.

## Biografía

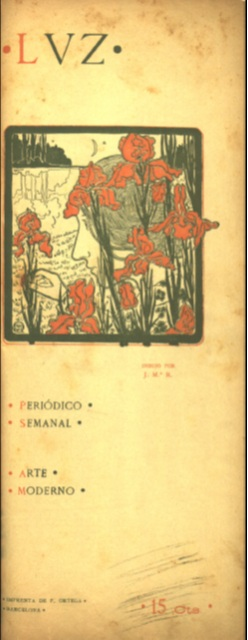
Portada del número 11 de la revista Luz (1898)

De joven se adentró en los círculos modernistas de Barcelona, especialmente las tertulias del café Els Quatre Gats, donde entró en contacto con numerosos artistas y entabló amistad con el compositor Enrique Granados. Fue el fundador de la revista Luz (publicada entre 1897 y 1898), donde publicó tanto textos como ilustraciones, con una cierta influencia de Félix Vallotton, como se denota en sus fuertes contrastes de blanco y negro. Trabajó también como ilustrador para la Revista Gràfica.
Como poeta su única obra fue Boires baixes (1902), un poema narrativo de estilo simbolista y cierto tono decadentista, que fue musicalizada por Enrique Granados e ilustrada por Lluís Bonnín. Colaboró en el diario El Poble Català como crítico de arte. Fue uno de los fundadores de la Asociación Wagneriana de Barcelona.
Tras el declive del modernismo, estilo en el que se movía con comodidad, abandonó el mundo del arte y se dedicó a los negocios industriales. Fue el fundador en 1909, junto con su hermano Manuel, de Uralita S.A., dedicada a la fabricación de fibrocemento y otros materiales de construcción, con la que cosecharon una gran fortuna. Para ello crearon una fábrica en Sardañola del Vallés, que fue la proveedora de este material en exclusiva para toda España. Tras la Guerra Civil y la llegada del franquismo, tuvieron que vender su participación al magnate Juan March, debido a su vinculación con la República. Con posterioridad se demostró que el amianto presente en la uralita tenía efectos cancerígenos.
Retirado a la ciudad francesa de Biarritz, fue presidente del Rotary Club de esta ciudad, cónsul de Panamá en la misma y caballero de la Legión de Honor.